# Modest Sunyol
Modest Sunyol va ser un ceramista català dins l'estil del Modernisme. Treballà amb Josep Orriols en la faiança, ceràmica i vitralls del Palau de la Música Catalana (1905-1908) de Lluís Domènech i Montaner.